# Isidro Ayora
Isidro Ramon Antonio Ayora Cueva (Loja, 2 de setembro de 1879 – Los Angeles, 22 de março de 1978) foi um médico e político equatoriano. Sob filiação do Partido Liberal-Radical do Equador, ocupou o cargo de presidente de seu país entre 3 de abril de 1926 e 24 de agosto de 1931.